# Nguyễn Văn Nhung
Thiếu tá Nguyễn Văn Nhung (1919? - 1964) là một sĩ quan trong Quân lực Việt Nam Cộng hòa. Là cận vệ của tướng Dương Văn Minh, ông nổi tiếng vì có vai trò chính trong cuộc đảo chính lật đổ Ngô Đình Diệm tháng 11 năm 1963. Trong cuộc đảo chính này, Nguyễn Văn Nhung được cho rằng là người đã giết chết Ngô Đình Diệm và Ngô Đình Nhu, cũng như đại tá Lê Quang Tung, chỉ huy trưởng Lực lượng đặc biệt (lực lượng trung thành với tổng thống Ngô Đình Diệm) của Quân lực Việt Nam Cộng hòa.

## Cuộc đảo chính
Ngày 1 tháng 11 năm 1963, các tướng lĩnh của Quân lực Việt Nam Cộng hòa đã lãnh đạo một cuộc đảo chính lật đổ chính quyền Ngô Đình Diệm. Lúc 1h30 chiều, các sĩ quan cao cấp của Quân lực Việt Nam Cộng hòa đã tổ chức một cuộc họp tại một sở chỉ huy ở gần Tân Sơn Nhất, giả vờ như một cuộc họp thường lệ. Tướng Trần Văn Đôn đã thông báo một hội đồng cách mạng quân sự đang nắm quyền. Đại tá Tung, người có số phận đã được những người âm mưu đảo chính định đoạt trước, là người duy nhất không đứng dậy vỗ tay hoan hô thông báo này. Đại tá Tung bị bắt giữ và bị Nguyễn Văn Nhung (khi đó là Đại úy) đưa sang một căn phòng khác ở trong sở chỉ huy này, Đại tá Tung đã hét to "Hãy nhớ ai đã gắn sao cho tụi bay". Đêm đó, Nguyễn Văn Nhung chở Đại tá Tung và em Đại tá Tung là thiếu tá Lê Quang Triệu đến một địa điểm bên ngoài doanh trại và bắn chết cả hai anh em.
Sáng hôm sau, các lực lượng trung thành của họ Ngô đã sụp đổ, Ngô Đình Diệm và Ngô Đình Nhu chạy thoát khỏi Dinh Độc Lập bằng một đường hầm bí mật, đến trốn ở nhà Mã Tuyên, một Hoa kiều tại Chợ Lớn. Sáng hôm sau Ngô Đình Diệm, Ngô Đình Nhu và Đỗ Thọ (Đại úy, tùy viên của Ngô Đình Nhu) dự thánh lễ tại nhà thờ Cha Tam (St. Francis được xây thời Pháp) ở Chợ Lớn. Tại đây, qua điện thoại, anh em họ Ngô đồng ý đầu hàng và đã được Trần Văn Đôn hứa cho đi khỏi đất nước một cách an toàn. Tuy vậy tướng Mai Hữu Xuân, thiếu tá Dương Hiếu Nghĩa và đại úy Nguyễn Văn Nhung cùng một số sĩ quan và binh lính đã đến nhà thờ trên đoàn xe do tướng Mai Hữu Xuân chỉ huy, gồm 3 chiếc thiết vận xa M-113, 4 chiếc xe jeep, và nhiều binh lính. Tại đây Ngô Đình Diệm, Ngô Đình Nhu đã bị quân đảo chính bắt đưa lên thiết vận xa. Trước khi đoàn quân này lên đường, Dương Văn Minh đã ra mật hiệu cho Nhung bằng 2 ngón tay, tỏ ý ra lệnh bắn chết cả hai anh em Ngô Đình Diệm.
Sau cuộc bắt giữ, Nguyễn Văn Nhung và thiếu tá Dương Hiếu Nghĩa ngồi chung với anh em Ngô Đình Diệm trong chiếc thiết vận xa chạy về Sài Gòn. Đoàn xe dừng lại tại một điểm giao cắt với đường sắt và theo ý kiến chung thì anh em họ Ngô đã bị giết chết trước đó. Một cuộc điều tra của Trần Văn Đôn đã xác định rằng Dương Hiếu Nghĩa đã bắn anh em họ Ngô bằng một phát đạn bắn thẳng (point-blank range) bằng một khẩu súng bán tự động (Semi-automatic firearm) và rằng Nguyễn Văn Nhung đã bắn hàng loạt đạn khắp thân thể hai anh em Ngô Đình Diệm và đâm nhiều nhát dao vào thân thể hai anh em họ Ngô.
Trần Văn Đôn và nhiều sĩ quan khác kinh ngạc khi thấy xác hai anh em Ngô Đình Diệm tại sở chỉ huy. Trần Văn Đôn gặp Dương Văn Minh trong văn phòng của tướng Minh và trong lúc họ đang cãi nhau, Mai Hữu Xuân đi vào phòng. Không hay biết Trần Văn Đôn đang ở đó, Mai Hữu Xuân đứng nghiêm chào và báo cáo với Dương Văn Minh bằng tiếng Pháp "Mission accomplie" (nhiệm vụ đã hoàn thành).

## Cái chết
Sau cuộc cuộc chỉnh lý ngày 30 tháng 5 năm 1964 của tướng Nguyễn Khánh, Nguyễn Văn Nhung bị bắt. Ngày 17 tháng 2 năm 1965, sĩ quan Báo chí Bộ quốc phòng của tướng Nguyễn Khánh chính thức tuyên bố: "Thiếu tá Nguyễn Văn Nhung, sĩ quan tổng quát và tùy viên của Trung tướng Dương Văn Minh bị bắt giữ hồi đêm 30 tháng 1 và giam tại Lữ đoàn nhảy dù trại Hoàng Hoa Thám đã tự vẫn bằng dây giày".
Tuy nhiên có dư luận cho rằng tướng Nguyễn Chánh Thi đã tham gia vào việc đánh đập tra tấn Nguyễn Văn Nhung cho đến chết. Bà Huỳnh Thị Nhi vợ Nguyễn Văn Nhung cho biết khi khâm liệm ông Nhung bà thấy trên mặt trên đầu trên thân thể ông có hàng chục vết bầm tím, có vết còn in nguyên dấu đế giày bốt-đờ-sô. Có lẽ Nguyễn Văn Nhung bị trả thù bằng những đòn đấm đá của nhiều người. Theo báo Dân Ý xuất bản ở Sài Gòn, từ số 140 ngày 1 tháng 10 năm 1970 đến số 160 thì Thiếu tá Nhung đã "bị đá bể lá lách sau khi ông đã khai tất cả những bí mật trong vụ thanh toán anh em Tổng thống Diệm. Lời khai của ông được thu băng và trao cho tướng Khánh"..

## Nhận xét về con người
- Tướng Trần Văn Đôn có ghi lại trong cuốn sách "Les Guerres du Viet Nam"

"Một trong những người đã hạ sát ông Diệm, ông Nhu là Đại úy Nguyễn Văn Nhung, được thăng cấp Thiếu tá sau đó. Nhung đã được chú ý về các thành tích đặc biệt của anh ta. Mỗi ngày Nhung chặt vài ba cái đầu Việt Minh xách về. Do đó, Dương Văn Minh đã lấy Nhung về làm cận vệ, bởi vì ông ta lo sợ bị ám sát, cần một tay dữ dằn để hộ vệ."
"Trong chiến dịch Dương Văn Minh tấn công Hòa Hảo, tướng Hòa Hảo Lê Quang Vinh tức Ba Cụt bị bắt và bị xử tử hình. Sau khi bị chém đầu, thi hài ông được chôn tại chỗ (tại nghĩa trang ở đường Hòa Bình). Nhưng sau đó, Dương Văn Minh hạ lệnh cho Nguyễn Văn Nhung đến đào mã, móc xác lên và băm thành nhiều khúc, làm như thế để phòng ngừa người của Ba Cụt đến lấy xác đem về chôn cất trong chiến khu của họ..."
"Nhung đúng là loại người thích hợp để thi hành các loại công tác ghê tởm đó. Có người nói rằng mỗi khi Nhung giết người, đôi mắt hắn đỏ như máu. Có người còn nói rằng hắn thích ăn gan nạn nhân vừa bị hắn giết chết..." (tr. 171)
- Trong cuốn "Việt Nam Nhân Chứng", Tướng Trần Văn Đôn đã viết thêm:

"Xưa kia Đại úy Nhung ở trong đơn vị Commando Pháp là đơn vị chuyên đi khủng bố giết người. Lúc Ba Cụt, tướng Hòa Hảo Lê Quang Vinh bị án tử hình xử chém ở Cần Thơ, Đại úy Nhung lấy xác Ba Cụt chặt từng khúc, thả cùng mọi nơi để không toàn thây cho khỏi ai tìm xác xây mộ thờ cúng. Ông Minh nói lại cho tôi biết như vậy." (tr. 238).
- Trong cuốn hồi ký "Đôi Dòng Ghi Nhớ", Đại tá Phạm Bá Hoa có viết:

"Đại úy Nhung, ít ra hai lần (trước thời gian có biến cố chính trị này) khoe với tôi rằng, mỗi lần anh ấy giết một người thì anh khắc lên báng súng một vạch, anh vạch khắc theo chiều thẳng đứng ở báng súng bên trái. Căn cứ vào lời nói và dấu tích trên báng súng của Đại úy Nhung, tôi cho rằng Đại úy Nhung là một sĩ quan đã từng giết người nếu không nói là thông thạo thì cũng quen tay." (tr. 141).
- Trong cuộc phỏng vấn vào năm 2012, cựu đại tướng Nguyễn Khánh khi được hỏi về Nguyễn Văn Nhung, tướng Khánh đã trả lời:

"Cái thằng này giết người ghê gớm lắm, mỗi lần giết là nó khắc trên súng 1 vạch, thời điểm đó trên súng của nó đã có hai mươi mấy vạch rồi, cho nên chúng tôi nghi ngờ Nhung giết ông Tổng thống Ngô Đình Diệm và cố vấn Nhu...".